# Mborgokou
Mborgokou est un village du Cameroun situé dans le département de la Kadey et la région de l'Est, à proximité de la frontière avec la République centrafricaine. Il fait partie de la commune de Ouli.

## Population
En 1964, le village comptait 80 habitants, principalement des baya.
Lors du recensement de 2012, on y dénombrait 73 personnes dont 19 hommes, 23 femmes, 15 jeunes de moins de 16 ans  et 16 enfants de moins de 5 ans.